# Monte Nonascoso
Il monte Nonascoso è un'altura appartenente al medio Appennino bolognese, divisa tra il comune di Valsamoggia e quello di Monte San Pietro. La cima, che raggiunge i 712 m s.l.m., è raggiunta da una strada asfaltata ed è occupata da un oratorio abbandonato, dedicato a San Luca. Il passaggio nei pressi di un'antica strada romana, poi longobarda, identificabile con una variante della Piccola Cassia, è testimoniato da toponimi di origine latina (Merlano da Merlanus, Gavignano di Gabinianus) e dal ritrovamento di un cippo funerario romano nelle vicinanze di Mongiorgio.
Il rilievo rappresenta il punto più alto della linea spartiacque tra la valle del Samoggia (da dove è ben visibile) e quella del Lavino. Vi nascono alcuni piccoli corsi d'acqua, come il rio di Gavignano, ramo secondario del Lavino, ed il rio Maledetto, che termina nel Samoggia. Poco ad est del Nonascoso si trova l'abitato di Montepastore, frazione di Monte San Pietro, mentre a sud il monte si salda direttamente all'altopiano delle Pradole, di poco più basso (680 m s.l.m.).